# Bastelicaccia
Bastelicaccia (korsisch Bastilicaccia oder A Bastirgaccia) ist eine französische Gemeinde im südlichen Teil der Insel Korsika mit 4258 Einwohnern (Stand: 1. Januar 2022) im Département Corse-du-Sud. Bastelicaccio gehört zum Arrondissement Ajaccio und zum Kanton Ajaccio-5. Die Einwohner werden Bastelicacciais (oder korsisch: Bastirgaccesi) genannt.

## Geographie
Bastelicaccia liegt etwa elf Kilometer östlich von Ajaccio zwischen den Flüssen Prunelli und Gravona. Im Nordostzipfel der Gemeinde liegt der 888 Meter hohe Monte Aragnasco. Umgeben wird Bastelicaccia von den Nachbargemeinden Cuttoli-Corticchiato im Norden, Ocana im Nordosten, Eccica-Suarella im Osten, Cauro im Südosten, Grosseto-Prugna im Süden, Ajaccio im Westen sowie Sarrola-Carcopino im Nordwesten.
Die Gemeinde liegt im Weinbaugebiet Ajaccio. Durch die Gemeinde führt die Route nationale 196.

## Geschichte
Die Gemeinde wurde 1865 gegründet.

### Bevölkerungsentwicklung
| 1962 | 1968 | 1975 | 1982 | 1990 | 1999 | 2006 | 2012 |
| ---- | ---- | ---- | ---- | ---- | ---- | ---- | ---- |
| 705  | 779  | 887  | 1504 | 2072 | 2769 | 3157 | 3518 |